# Lente rectilínea

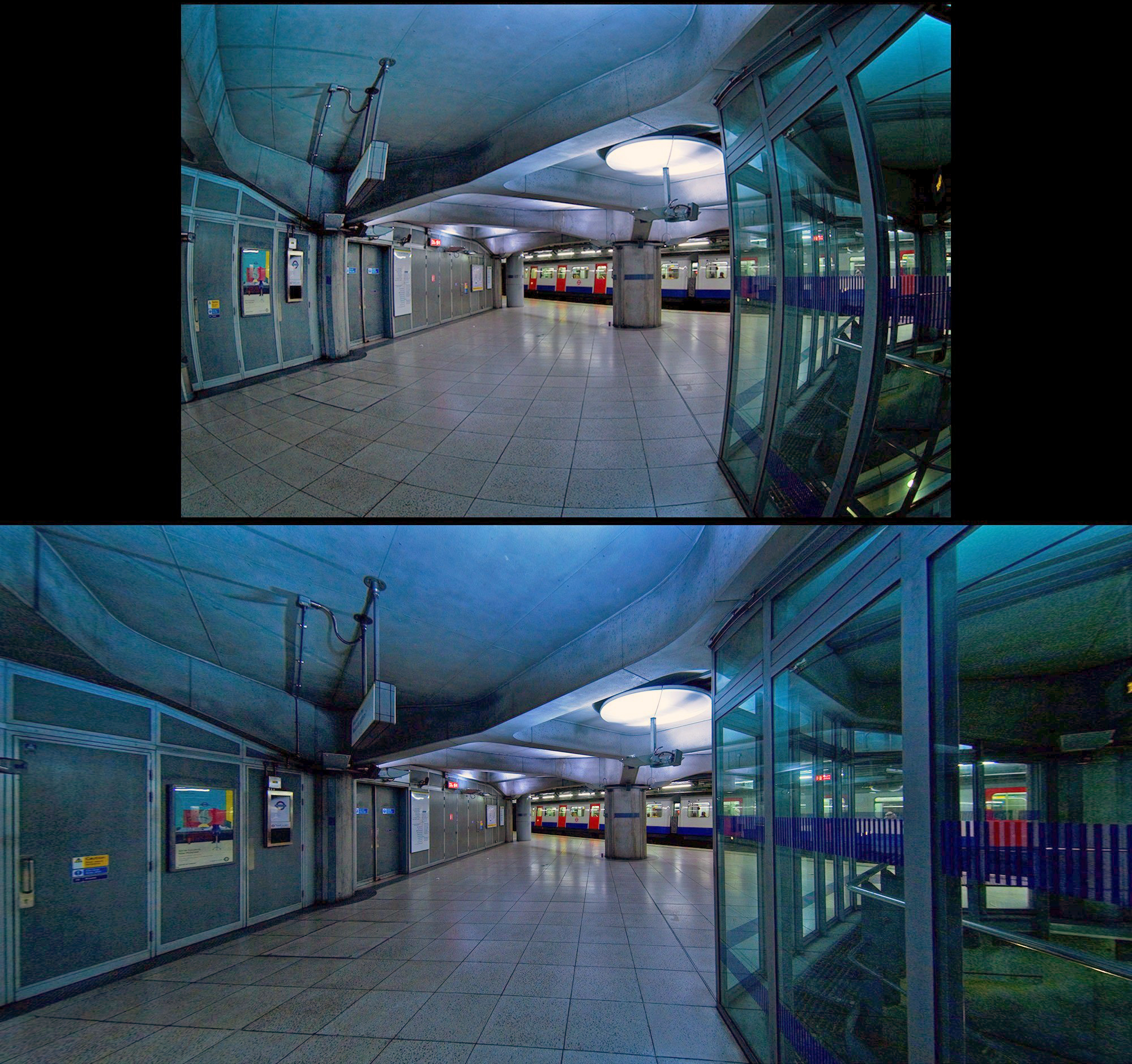
Fotografía curvilínea (arriba) y rectilínea (abajo). Observe el distorsión de barril típico para lentes de ojo de pez en la imagen curvilínea. Si bien este ejemplo ha sido corregido rectilíneamente por software, la alta calidad lentes gran angular están construidos con corrección óptica rectilínea.

En fotografía, una lente rectilínea es una lente fotográfica que produce imágenes donde las características rectas, como los bordes de las paredes de los edificios, aparecen con líneas rectas, en lugar de ser curvas. En otras palabras, es una lente con poca o ninguna distorsión tipo barril o acerico. Sin embargo, en ángulos particularmente amplios, la perspectiva rectilínea hará que los objetos parezcan cada vez más estirados y ampliados a medida que se acercan al borde del encuadre. Este tipo de lentes se utilizan a menudo para crear efectos de la perspectiva forzada.
El ejemplo más famoso es la lente "rapid rectilinear" desarrollada por John Henry Dallmeyer en 1866. Permitió tomar fotografías rápidamente sin distorsión por primera vez y fue un diseño de lente estándar durante 60 años.: 314  : 59 A partir de 2020, el objetivo Laowa 9 mm f/5,6 es el objetivo rectilíneo más amplio del mundo para cámaras de fotograma completo. 
La gran mayoría de las cámaras de vídeo y fotografías utilizan lentes que producen imágenes casi rectilíneas. Un tipo de lente alternativo popular es una lente ojo de pez que produce un resultado claramente curvilíneo y de gran angular.